# 40 Trips Around the Sun
40 Trips Around the Sun je kompilacijski album ameriške rock skupine Toto, ki je izšel 9. februarja 2018. Album je izšel v počastitev 40. obletnice izdaje debitantskega albuma Toto.
40 Trips Around the Sun vsebuje 14 skladb, ki so bile posnete med letoma 1978 in 1993 ter tri prej neizdane skladbe »Spanish Sea«, »Alone« in »Struck by Lightning«. »Spanish Sea« je bila posneta med snemanjem albuma Isolation, ki je izšel leta 1984, sedaj pa je bila na novo napisana z novim refrenom. Steve Lukather je o skladbah povedal: "Zahvaljujoči moderni tehnologiji smo bili zmožni igranja tudi z našima dragima bratoma Jeffom in Mikom. Grenkosladko... Ob tem so bile prisotne številne zgodbe, smeh in nekaj solz." »Alone« je nova skladba, ki so jo napisali David Paich, Lukather, Steve Porcaro in Joseph Williams, »Struck by Lightning« pa je bila še neizdana skladba.

## Kritični sprejem
Peter Podbrežnik, glasbeni kritik spletnega portala Rockline je v recenziji poudaril, da je "manj laskava podrobnost te kompilacije ta, da še zdaleč ne vsebuje del iz vseh obdobij Toto zgodovine, temveč 'samo' nekatera najbolj priljubljena dela, ustvarjena v obdobju med letoma 1978 in 1993." Dejal je, da je razlog verjetno ta, da se založbi Columbia Records ni dalo ukvarjati z dovoljenji za izdajo posnetkov skupine, ki so izšli pri založbi Frontiers Records in so zato v kompilacijo vključili le posnetke, posnete pod njihovim okriljem. O novih treh skladbah je dejal, da so "vse tri skladbe, še posebno »Spanish Sea«, na pričakovani, visoki kakovostni ravni." Na koncu je še zapisal, da so nove tri skladbe "nadvse lepa popotnica za morebitni bodoči studijski projekt."

## Seznam skladb
| Št. | Naslov                            | Pisec                                                       | Z albuma          | Dolžina |
| --- | --------------------------------- | ----------------------------------------------------------- | ----------------- | ------- |
| 1.  | „Alone‟                           | David Paich, Steve Lukather, Steve Porcaro, Joseph Williams | nova skladba      | 4:32    |
| 2.  | „Spanish Sea‟                     | Paich, Lukather, S. Porcaro, Williams                       | nova skladba      | 4:20    |
| 3.  | „I'll Supply the Love‟            | Paich                                                       | Toto              | 3:44    |
| 4.  | „I'll Be Over You‟                | Randy Goodrum, Lukather                                     | Fahrenheit        | 3:50    |
| 5.  | „Stranger in Town‟                | Paich, Jeff Porcaro                                         | Isolation         | 4:47    |
| 6.  | „99‟                              | Paich                                                       | Hydra             | 5:13    |
| 7.  | „Struck by Lightning‟             | Paich, Lukather, S. Porcaro, Williams                       | nova skladba      | 4:15    |
| 8.  | „Pamela‟                          | Paich, Williams                                             | The Seventh One   | 5:09    |
| 9.  | „Afraid of Love‟                  | Lukather, Paich, J. Porcaro                                 | Toto IV           | 3:52    |
| 10. | „I Won't Hold You Back‟           | Lukather                                                    | Toto IV           | 4:53    |
| 11. | „Jake to the Bone‟ (instrumental) | Toto                                                        | Kingdom of Desire | 7:04    |
| 12. | „Stop Loving You‟                 | Lukather, Paich                                             | The Seventh One   | 4:29    |
| 13. | „Lea‟                             | S. Porcaro                                                  | Fahrenheit        | 4:30    |
| 14. | „Hold the Line‟                   | Paich                                                       | Toto              | 3:55    |
| 15. | „Georgy Porgy‟                    | Paich                                                       | Toto              | 4:08    |
| 16. | „Rosanna‟                         | Paich                                                       | Toto IV           | 5:31    |
| 17. | „Africa‟                          | Paich, J. Porcaro                                           | Toto IV           | 4:55    |

## Zasedbe
| - »Alone« - Kitare – Steve Lukather - Bas – Steve Lukather - Klavir, klaviature – David Paich - Sintetizatorji – Steve Porcaro - Dodatne klaviature – Joseph Williams - Bobni – Vinnie Colaiuta - Tolkala – Lenny Castro - Glavni vokal – Joseph Williams - Spremljevalni vokali – Steve Lukather, Joseph Williams - »Spanish Sea« - Bobni – Jeff Porcaro - Bas – Mike Porcaro - Kitare – Steve Lukather - Klavir, klaviature – David Paich - Sintetizatorji – Steve Porcaro - Dodatne klaviature – Joseph Williams - Tolkala – Lenny Castro - Glavni vokal – Joseph Williams in David Paich - Spremljevalni vokali – Steve Lukather, David Paich, Steve Porcaro, Joseph Williams, Mark T. Williams, Timothy B. Schmit - »I'll Supply the Love« - Bobni – Jeff Porcaro - Bas – David Hungate - Kitare – Steve Lukather - Klavir, klaviature – David Paich - Klaviature, sintetizatorji – Steve Porcaro - Glavni vokal – Bobby Kimball - Spremljevalni vokali – David Paich, Steve Lukather, Bobby Kimball - »I'll Be Over You« - Bobni – Jeff Porcaro - Bas – Mike Porcaro - Kitare – Steve Lukather - Klavir, klaviature – David Paich - Klaviature, sintetizatorji – Steve Porcaro - Glavni vokal – Steve Lukather - Spremljevalni vokali – Steve Lukather, Michael McDonald, Joseph Williams - Tolkala – Lenny Castro, Paulinho da Costa - »Stranger in Town« - Bobni – Jeff Porcaro - Bas – Mike Porcaro - Kitare – Steve Lukather - Klavir, klaviature – David Paich - Klaviature, sintetizatorji – Steve Porcaro - Glavni vokal – David Paich - Spremljevalni vokali – Fergie Frederiksen, David Paich, Bobby Kimball - Bas vokal – Gene Morford - Dodatni sintetizatorji – Mike Cotten - Tolkala – Joe Porcaro, Lenny Castro - »99« - Bobni – Jeff Porcaro - Bas – David Hungate - Kitare – Steve Lukather - Klavir, klaviature – David Paich - Klaviature, sintetizatorji – Steve Porcaro - Glavni vokal – Steve Lukather - Spremljevalni vokali – Bobby Kimball, Steve Lukather, David Paich - »Struck by Lightning« - Kitare – Steve Lukather - Bas – Steve Lukather - Klavir – David Paich - Hammond orgle – Steve Porcaro - Klaviature – Joseph Williams - Bobni – Vinnie Colaiuta - Čelo – Martin Tillman - Vokali – Joseph Williams - Lightning Chant – Pat Knox, Lorraine Paich, David Paich, Weston Wilson - »Pamela« - Bobni – Jeff Porcaro - Bas – Mike Porcaro - Kitare – Steve Lukather - Klavir, klaviature – David Paich - Klaviature, sintetizatorji – Steve Porcaro - Glavni vokal – Joseph Williams - Spremljevalni vokali – Joseph Williams, Tom Kelly, Tom Funderburk - Vibrafon – Joe Porcaro - Trobilni aranžma – Tom Scott - Trobila – Tom Scott, Chuck Findley, Gary Grant, Gary Herbig, Jerry Hey, James Pankow - »Afraid of Love« - Bobni – Jeff Porcaro - Bas – David Hungate - Kitare – Steve Lukather - Klavir, klaviature – David Paich - Klaviature, sintetizatorji – Steve Porcaro - Glavni vokal – Steve Lukather - Spremljevalni vokali – David Paich, Steve Lukather - Orkestralni aranžma – James Newton Howard - Ksilofon – Joe Porcaro - Godala – The Martyn Ford Orchestra, John Kurlander | - »I Won't Hold You Back« - Bobni – Jeff Porcaro - Bas – David Hungate - Kitare – Steve Lukather - Klavir, klaviature – David Paich - Klaviature, sintetizatorji – Steve Porcaro - Glavni vokal – Steve Lukather - Spremljevalni vokali – Timothy B. Schmit - Orkestralni aranžma – David Paich, James Newton Howard, Marty Paich - Godala – The Martyn Ford Orchestra - »Jake to the Bone« - Bobni – Jeff Porcaro - Bas – Mike Porcaro - Kitare – Steve Lukather - Klavir, klaviature – David Paich - Tolkala – Joe Porcaro, Chris Trujillo - »Stop Loving You« - Bobni – Jeff Porcaro - Bas – Mike Porcaro - Kitare – Steve Lukather - Klavir, klaviature – David Paich - Klaviature, sintetizatorji – Steve Porcaro - Glavni vokal – Joseph Williams - Spremljevalni vokali – Joseph Williams, Jon Anderson - Dodatna tolkala – Michael Fisher - Dodatne klaviature – Bill Payne - Trobilni aranžma – Tom Scott - Trobila – Tom Scott, Chuck Findley, Gary Grant, Gary Herbig, Jerry Hey, James Pankow - »Lea« - Bobni – Jeff Porcaro - Bas – Mike Porcaro - Kitare – Steve Lukather - Klaviature – David Paich - Klaviature, sintetizatorji – Steve Porcaro - Glavni vokal – Joseph Williams - Spremljevalni vokali – Joseph Williams, Don Henley, Michael Sherwood - Tolkala – Lenny Castro, Jim Keltner, Steve Jordan - Saksofon – David Sanborn - »Hold the Line« - Bobni – Jeff Porcaro - Bas – David Hungate - Kitare – Steve Lukather - Klavir, klaviature – David Paich - Klaviature, sintetizatorji – Steve Porcaro - Tolkala – Jeff Porcaro - Glavni vokal – Bobby Kimball - Spremljevalni vokali – Bobby Kimball, Steve Lukather, David Paich - »Georgy Porgy« - Bobni – Jeff Porcaro - Bas – David Hungate - Kitare – Steve Lukather - Klavir, klaviature – David Paich - Klaviature, sintetizatorji – Steve Porcaro - Glavni vokal – Steve Lukather, Cheryl Lynn - Spremljevalni vokali – Cheryl Lynn, Steve Lukather - Godalni in trobilni aranžma – Marty Paich - »Rosanna« - Bobni – Jeff Porcaro - Bas – David Hungate - Kitare – Steve Lukather - Klavir, klaviature – David Paich - Klaviature, sintetizatorji – Steve Porcaro - Tolkala – Lenny Castro - Glavni vokal – Steve Lukather, Bobby Kimball - Spremljevalni vokali – Steve Lukather, Bobby Kimball, Tom Kelly - Saksofon – Jim Horn, Tom Scott - Trobenta – Gary Grant, Jerry Hey, Chuck Findley - Trombon – James Pankow - Trobilni aranžmaji – Jerry Hey - »Africa« - Bobni – Jeff Porcaro - Bas – David Hungate - Kitare – Steve Lukather - Klavir, klaviature – David Paich - Klaviature, sintetizatorji – Steve Porcaro - Tolkala – Jeff Porcaro, Lenny Castro, Joe Porcaro - Glavni vokal – David Paich, Bobby Kimball - Spremljevalni vokali – Timothy B. Schmit, David Paich, Bobby Kimball, Steve Lukather - Marimba – Joe Porcaro - Kljunasta flavta – Jim Horn |

## Singla
- »Alone« / »Hold the Line«
- »Spanish Sea«

## Lestvice
| Lestvica (2018)                         | Najvišja uvrstitev |
| --------------------------------------- | ------------------ |
| Avstrijski albumi (Ö3 Austria)          | 17                 |
| Belgijski albumi (Ultratop Flanders)    | 20                 |
| Belgijski albumi (Ultratop Wallonia)    | 64                 |
| Britanski albumi (OCC)                  | 64                 |
| Finski albumi (Suomen virallinen lista) | 39                 |
| Italijanski albumi (FIMI)               | 53                 |
| Nemški albumi (Offizielle Top 100)      | 8                  |
| Nizozemski albumi (MegaCharts)          | 13                 |
| Švedski albumi (Sverigetopplistan)      | 26                 |
| Švicarski albumi (Schweizer Hitparade)  | 8                  |
| ZDA (Billboard 200)                     | 82                 |